# Lecteria (Lecteria) triacanthos
Lecteria (Lecteria) triacanthos is een tweevleugelige uit de familie steltmuggen (Limoniidae). De soort komt voor in het Afrotropisch gebied.